# Ingrid J. Parkerová
Ingrid J. Parkerová (* 1936) je autorka detektivek, jejímiž nejznámějšími díly jsou detektivní příběhy ze starého Japonska (období Heian), v nichž vystupuje postava detektiva jménem Sugawara Akitada.

## Životopis
Až do svého odchodu na odpočinek byla docentkou angličtiny a cizích jazyků na Virginské univerzitě. Její psaní detektivních příběhů odehrávajících se ve starém Japonsku začalo jako vedlejší produkt původního výzkumu Japonska 11. století v souvislosti s vlastním profesionálním zájmem o japonskou literaturu tohoto období.
Její první povídka o Sugawarovi Akitadovi (Recept na vraždu, Instruments of Murder) byla publikována v Alfred Hitchcock's Mystery Magazine v říjnu 1997. Následně napsala několik románů, v nichž vystupuje Sugawara Akitada.

## Česká vydání
Tajuplné příběhy ze starobylého Japonska
- Rašomonova brána, Plzeň: Perseus, 2003, přeložil Jan Měchura.
- Pekelný paraván, Plzeň: Perseus, 2004, přeložil Jan Měchura.
- Dračí svitek, Plzeň: Perseus, 2004, přeložil Jan Měchura.
- Ostrov vyhnanců, Plzeň: Perseus, 2005, přeložil Jan Měchura
- Černý šíp, Plzeň: Perseus, 2009, přeložila Věra Šťovíčková-Heroldová.
- Odsouzencův meč, Plzeň: Perseus, 2011, přeložil Jaroslav Höfer.
- Případ rodu Masudů, Plzeň: Perseus, 2012, přeložil Jaroslav Höfer.
- Ohně bohů, Praha: Garamond 2017, přeložil Pavel Kříž.
- Smrt na podzimní řece, Praha: Garamond 2017, přeložil Pavel Kříž.